# Shwebo
Shwebo är en stad i Myanmar. Den ligger i Sagaingregionen, i den centrala delen av landet, 300 km norr om huvudstaden Naypyidaw. Shwebo ligger 111 meter över havet och folkmängden uppgår till cirka 70 000 invånare.

## Geografi
Terrängen runt Shwebo är platt. Runt Shwebo är det tätbefolkat, med 331 invånare per kvadratkilometer. Omgivningarna runt Shwebo är en mosaik av jordbruksmark och naturlig växtlighet.

## Klimat
Savannklimat råder i trakten. Årsmedeltemperaturen i trakten är 26 °C. Genomsnittlig årsnederbörd är 1 077 millimeter. Den regnigaste månaden är september, med i genomsnitt 280 mm nederbörd, och den torraste är januari, med 1 mm nederbörd.